# Frederick Schmidt
Frederick Schmidt, född 1984 i London, är en brittisk skådespelare.
Schmidt har bland annat medverkat i filmerna Blodsband från 2013, Angel Has Fallen från 2019 och Mission: Impossible – Dead Reckoning Part One från 2023.

## Filmografi (urval)
- 2013 – Blodsband
- 2018 – Mission: Impossible - Fallout
- 2019 – Angel Has Fallen
- 2020 – Flykten över Pyrenéerna
- 2023 – Mission: Impossible – Dead Reckoning Part One